# ساندرا تامپسون (زبان‌شناس)
ساندرا تامپسون (انگلیسی: Sandra Thompson) یک زبان‌شناس آمریکایی است که در زمینهٔ تحلیل گفتمان و رده‌شناسی زبانی پژوهش‌هایی داشته‌است. او هم‌اکنون در دانشگاه کالیفرنیا، سانتا باربارا تدریس می‌کند و عضو هیئت ویراستاران چندین ژورنال معتبر زبان‌شناسی است. او از پایه‌گذاران نظریه ساخت معانی بیان (نظریهٔ ساختار بلاغی) است.